# Erwin Ernst Wilhelm Meier
Erwin Ernst Wilhelm Meier (* 24. März 1937 in Detmold; † 12. September 2007) war ein deutscher Komponist und Schulmusiker.

## Leben
Meier wuchs in einem Dorf bei Detmold auf, besuchte zunächst die Grundschule Remmighausen sowie später das Gymnasium Leopoldinum in Detmold. Er studierte ab 1958 zunächst an der Hochschule für Musik Detmold, später dann an der Universität Münster Höhere Schulmusik. Seine Schwerpunkte waren Klavier, Musiktheorie sowie Musikwissenschaften, zu seinen Lehrern zählten Kurt Thomas, Günter Bialas, Johannes Driessler und Jan Natermann. 1963 beendete er sein Studium und ging zunächst als Referendar nach Herford und Bielefeld, bevor er 1966 seine Lehrtätigkeit am Aufbaugymnasium Bielefeld-Bethel begann. Neben dem Schuldienst war Meier als Pianist und Liedbegleiter tätig und verfasste zahlreiche Liedkompositionen.
Seine Schwerpunkte waren Klavier, Musiktheorie sowie Musikwissenschaften. Er war Musikerzieher sowie Chor- und Orchesterleiter und Kammermusiker in Detmold. Bekannt wurde er durch zahlreiche Kompositionen vor allem für Chor.

## Werke
- Requiem für Sopransolo, Chor und Orgel (1991)
- Sanctus für Solo (mittlere Stimmlage), Chor und Orgel (2006) (Online-Version, PDF)
- Der Flohumizidadomus, Heiterer Chorsatz für Frauenchor a cappella (Möseler-Verlag)

## Diskographie
- Requiem für Sopransolo, Chor und Orgel, Kammerchor Münster, Leitung Hermann Kreutz (Münster 2009)